# 蕭撻凜
蕭 撻凜（しょう たつりん、? - 1004年）は、遼（契丹）の軍人。字は駝寧。

## 経歴
馬群侍中の蕭朮魯列の子として生まれた。保寧初年、宿直官となり、顕官を歴任した。彰徳軍節度使として出向した。統和4年（986年）、北宋の楊業が代州から侵入し、山西の諸邑を陥落させた。撻凜は諸軍副部署として、枢密使の耶律斜軫の下で宋軍を撃破し、楊業を朔州で捕らえた。統和6年（988年）秋、南院都監に転じた。聖宗の南征に従い、沙堆を攻撃して奮戦し、負傷した。統和7年（989年）、右監門衛上将軍・検校太師の位を加えられた。
統和11年（993年）、東京留守の蕭恒徳とともに高麗を攻撃した。統和12年（994年）、王太妃の命を受けて烏古および永興宮分軍を統率して西夏を討ち、阻卜都詳穏となった。凱旋すると、功績により侍中を加えられた。統和14年（996年）、反抗した首長の阿魯敦ら60人を斬って、蘭陵郡王に封じられた。統和15年（997年）5月、敵烈部の民が詳穏を殺して逃走し、西北部を荒らすと、撻凜は軽騎を率いて追撃した。9月、阻卜諸部を討って服属させたので、聖宗は撻凜を賞賛し、林牙耶律昭に命じてその功績を述べた賦を作らせた。撻凜は諸部が叛服常ない状況をかんがみて、3城を建てて辺境の患いを絶つよう上表し、聞き入れられた。まもなく召還されて南京統軍使となった。
統和20年（1002年）4月、宋軍を泰州で撃破した。統和21年（1003年）4月、望都で王継忠を捕らえた。統和22年（1004年）閏月、遂城で宋軍を破り、祁州を落とした。11月、澶淵に進軍し、宋の真宗の軍と対峙した。撻凜は地形を調べて、宋の羊観・塩堆・鳧雁を奪取したが、床弩に射られて戦死した。
子の蕭慥古は、南京統軍使となった。

## 伝記資料
- 『遼史』巻85 列伝第15